# Graemontia decorata
Graemontia decorata is een hooiwagen uit de familie Triaenonychidae.